# Mijazaki prefektúra
 Mijazaki prefektúra (宮崎県; Hepburn: Miyazaki-ken) Japán egyik közigazgatási egysége. Kjúsú szigetén, Kjúsú régióban fekszik. Székhelye Mijazaki.

## Történelem
A Meidzsi-restaurációig Hjúga tartományként volt ismert.

## Földrajz
Mijazaki prefektúra a Kjúsú sziget északi területén fekszik, északi és keleti irányból a Csendes-óceán által körülvéve. Északon Óita prefektúrával, délen Kumamotóval, nyugaton Kagoshimával határos.
2012. április 1-jén a prefektúra területének 12%-a volt nemzeti parkká nyilvánítva, név szerint: Kirisima-Jaku Nemzeti Park; Kjúsú Csúó Szancsi, Nicsinan Kaigan, Nippó Kaigan, Mocsio-Szekinó, Oszuzu, Szaitobaru-Szugijaszukjó, Szobo Katamuki, Vanicuka és Jatake Kógen Nemzeti Park.

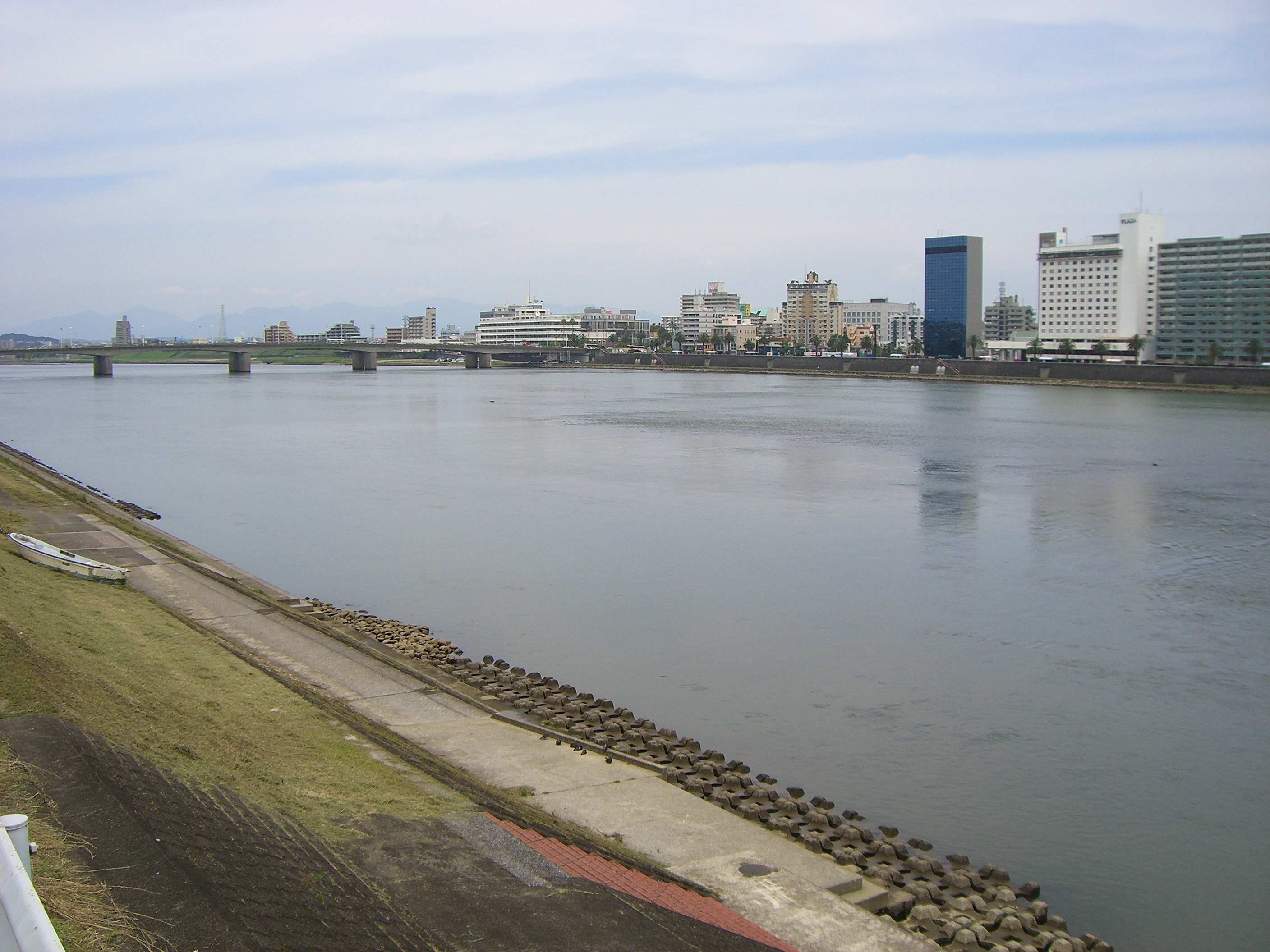
Az Ojodo folyó Mijazaki városban

### Városok

Mijazaki prefektúra térképe

9 város található ebben a prefektúrában.
| - Ebino - Hjúga - Kobajasi | - Kusima - Mijakonodzsó - Mijazaki | - Nicsinan - Nobeoka - Szaito |

### Kisvárosok és falvak
| - Higasimorokata körzet - Aja - Kunitomi - Higasiuszuki körzet - Kadogava - Miszato - Morocuka - Siiba | - Kitamorokata körzet - Mimata - Koju körzet - Kavaminami - Kidzsó - Nisimera - Sintomi - Takanabe - Cuno | - Nisimorokata körzet - Takaharu - Nisiuszuki körzet - Gokasze - Hinokage - Takacsiho |

## Sportok
A két Mijazaki sportoló egyesület:

### Labdarúgás
- Honda Lock S.C. Miyazaki United F.C. (Mijazaki város)

### Kosárlabda (Bj League)
- Miyazaki Shining Suns (Mijazaki város)

## Közlekedés

### Vasút
- JR Kjúsú
  - Nippó fővonal, Mijazaki repülőtéri vonal, Nicsinan vonal, Kitto vonal, Hiszacu vonal

### Busz
- Mijazaki Kócu

### Repülőtér

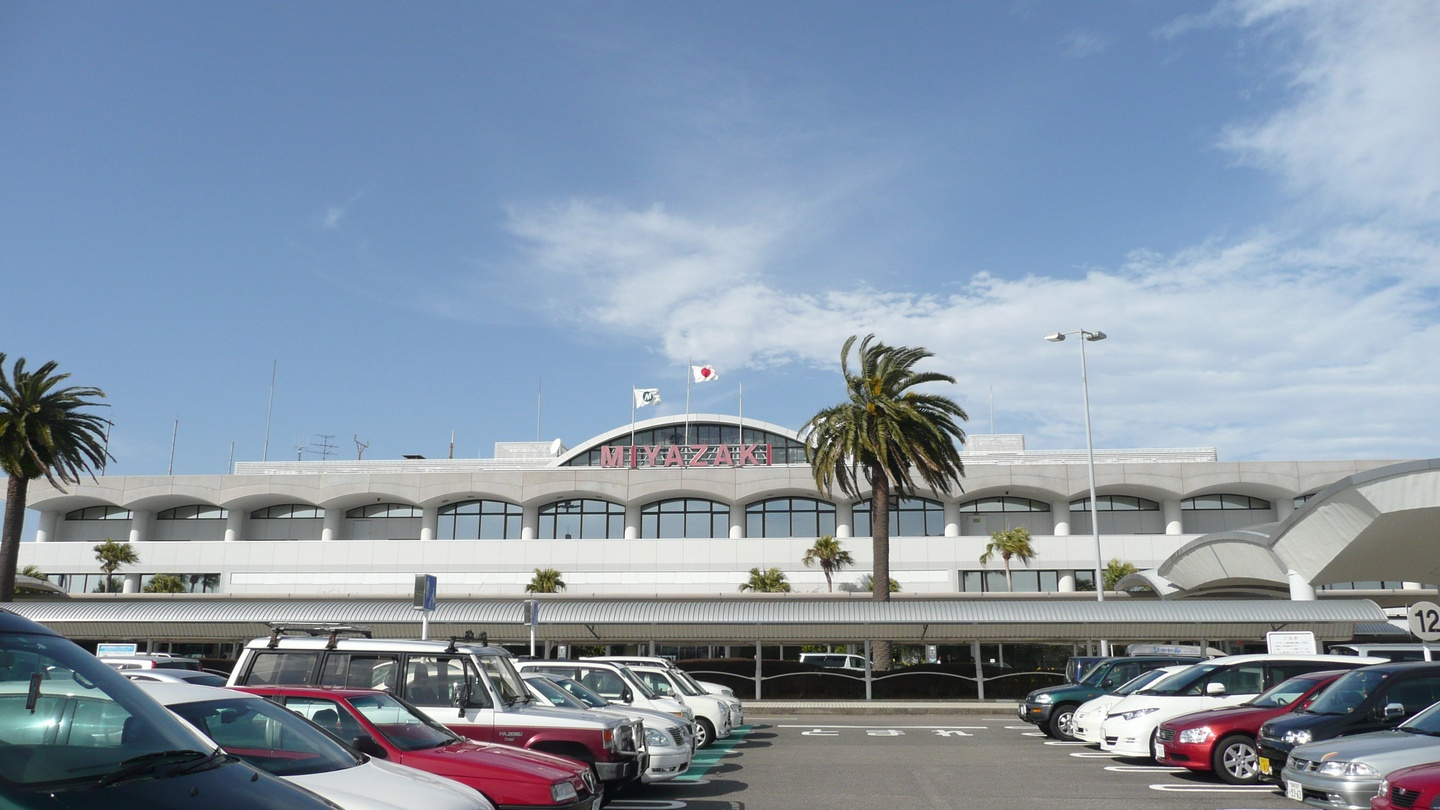
Mijazaki repülőtér

- Mijazaki Repülőtér